# Théorie de Debye-Hückel
Pour les articles homonymes, voir Hückel.
La théorie de Debye-Hückel est un modèle destiné à expliquer l'écart à l'idéalité en solution, à travers le calcul des coefficients d'activité dans l'échelle des concentrations. Proposé par Peter Debye et Erich Hückel en 1923, cette théorie est basée sur le modèle de l'atmosphère ionique. L'écart à l'idéalité y est vu comme la conséquence de l'interaction électrostatique entre les sphères de solvatation ioniques.

## Hypothèses

Représentation de la répartition des ions dans le cas d'un électrolyte 1:1.

La théorie de Debye-Hückel est fondée sur ce que Peter Debye appelle l'atmosphère ionique. Autour d'un ion donné, on trouve un excès d'ions de charge opposée. Ainsi, pour respecter l'équilibre des charges, la charge globale du nuage ionique est l'opposée de celle de l'ion central.
Il faut de plus considérer 5 hypothèses pour que l'énoncé soit correct :
1. Les ions sont considérés comme des charges ponctuelles indéformables.
2. On ne considère que des électrolytes forts, quelle que soit la concentration.
3. Les seules forces d'interactions considérées sont de nature électrostatique, les interactions de Van der Waals sont négligées.
4. Le solvant est considéré comme un fluide de constante diélectrique uniforme et égale à celle du solvant pur.
5. L'énergie d'agitation thermique est grande devant celle issue des interactions électrostatiques.

## Équation de Debye-Hückel
La résolution du calcul permet d'obtenir une expression pour le coefficient d'activité moyen d'un électrolyte, dite équation de Debye-Hückel.
{\displaystyle \log \gamma _{k}=-A\,{z_{k}}^{2}{\frac {\sqrt {I}}{1+Ba_{0}{\sqrt {I}}}}}
- {\displaystyle A={\frac {e^{2}B}{2{,}303\times 8\pi \varepsilon _{0}\varepsilon _{r}kT}}} ;
- {\displaystyle B={\sqrt {\frac {2e^{2}N}{\varepsilon _{0}\varepsilon _{r}kT}}}} ;
- {\displaystyle z_{k}} la charge de l'ion ;
- {\displaystyle I} est la force ionique de la solution (en mol l−1) ;
- {\displaystyle a_{0}} est assimilable à la distance minimale entre deux ions (en nm).

Pour des solutions aqueuses à 25°C, on utilise les valeurs approchées {\displaystyle A} = 0,509 l0,5 mol-0,5 et {\displaystyle B} = 3,29 l0,5 mol-0,5 nm-1.